# Plage de la Moune
La plage de la Moune est une plage de sable située à Gassin, sur le côté sud du Golfe de Saint-Tropez.

## Géographie
La plage de la Moune occupe une partie de la façade littorale de la commune de Gassin. Elle est l'une des trois plages de la commune avec celles de la Bouillabaisse et du Treizain (ou Malleribes).
Cette petite plage "cachée" se situe sur le flanc sud du golfe de Saint-Tropez, dans la presqu'île du même nom.
L'accès se fait en voiture par la route départementale 98a, qui relie le carrefour de la Foux, à Gassin, à Saint-Tropez, en vélo et à pied par la piste multimodale qui suit la RD 98a.
Des places de stationnement sont disponibles le long de la route. La commune y dispose d'un parking.

## Histoire
La propriété qui abrite actuellement l'école de voile de La Moune a été racheté par la commune en 1968 à la famille Henri Perrière, dans le but d'y construire un "port abris".
En 1973, la commune signe une convention avec l'Union nationale des centres sportifs de plein-air (UCPA) pour y créer une école de voile et accueillir notamment les enfants scolarisés dans la commune.

## Biodiversité
Elle fait l'objet en saison d'une surveillance pour la qualité des eaux par l'observatoire marin de la Communauté de communes du golfe de Saint-Tropez. 
Des panneaux installés sur place sensibilise les utilisateurs de la plage au respect de l'environnement. 

Le littoral de Gassin est situé en dehors du site Natura 2000 de la Corniche varoise. Il est inclus dans la Zone naturelle d'intérêt écologique, faunistique et floristique des Maures de la Presqu'île de Saint-Tropez et se trouve dans l'aire d'adhésion du Sanctuaire Pelagos. 

## Fréquentation
La plage de la Moune est un lieu touristique situé à moins de cinq kilomètres de Saint-Tropez.
Elle accueille une école de voile qui propose diverses activités nautiques : planche à voile et catamaran, mais également de planche à rame. Elle dispense des cours et des stages et prête du matériel.

## Sources